# Lista di asteroidi (568001-569000)
Di seguito una lista di asteroidi dal numero 568001  al 569000 con data di scoperta e scopritore.

## 568001–568100
| Nome   | Designazione provvisoria | Data di scoperta  | Scopritore                   |
| ------ | ------------------------ | ----------------- | ---------------------------- |
| 568001 | 2003 GQ58                | 5 novembre 2005   | Mount Lemmon Survey          |
| 568002 | 2003 GU58                | 23 agosto 2014    | Pan-STARRS                   |
| 568003 | 2003 GF59                | 9 aprile 2010     | Mount Lemmon Survey          |
| 568004 | 2003 GJ59                | 22 aprile 2007    | Spacewatch                   |
| 568005 | 2003 GQ59                | 7 settembre 2011  | Spacewatch                   |
| 568006 | 2003 GD60                | 1 ottobre 2011    | Spacewatch                   |
| 568007 | 2003 GG61                | 4 aprile 2003     | Spacewatch                   |
| 568008 | 2003 GX61                | 11 novembre 2006  | Spacewatch                   |
| 568009 | 2003 GZ61                | 6 ottobre 2012    | Pan-STARRS                   |
| 568010 | 2003 GD63                | 1 aprile 2003     | SDSS Collaboration           |
| 568011 | 2003 GJ63                | 22 dicembre 2005  | Spacewatch                   |
| 568012 | 2003 GL63                | 11 febbraio 2016  | Pan-STARRS                   |
| 568013 | 2003 GW64                | 18 marzo 2009     | Mount Lemmon Survey          |
| 568014 | 2003 GT65                | 28 marzo 2014     | Mount Lemmon Survey          |
| 568015 | 2003 GY65                | 11 aprile 2003    | Spacewatch                   |
| 568016 | 2003 HZ17                | 25 aprile 2003    | Spacewatch                   |
| 568017 | 2003 HQ18                | 25 aprile 2003    | Spacewatch                   |
| 568018 | 2003 HP21                | 26 aprile 2003    | AMOS                         |
| 568019 | 2003 HF25                | 4 aprile 2003     | Spacewatch                   |
| 568020 | 2003 HR57                | 26 marzo 1996     | Spacewatch                   |
| 568021 | 2003 HJ59                | 9 febbraio 2008   | Spacewatch                   |
| 568022 | 2003 HK59                | 17 maggio 2009    | Mount Lemmon Survey          |
| 568023 | 2003 HR59                | 16 novembre 2006  | Mount Lemmon Survey          |
| 568024 | 2003 HC60                | 28 aprile 2003    | Spacewatch                   |
| 568025 | 2003 HE60                | 8 aprile 2014     | Spacewatch                   |
| 568026 | 2003 HS60                | 5 giugno 2014     | Pan-STARRS                   |
| 568027 | 2003 HV60                | 25 agosto 2014    | Pan-STARRS                   |
| 568028 | 2003 HG61                | 7 maggio 2014     | Pan-STARRS                   |
| 568029 | 2003 HJ61                | 24 ottobre 2013   | Mount Lemmon Survey          |
| 568030 | 2003 HW61                | 1 settembre 2013  | Mount Lemmon Survey          |
| 568031 | 2003 HZ62                | 21 ottobre 2011   | Spacewatch                   |
| 568032 | 2003 HU63                | 12 gennaio 2018   | Mount Lemmon Survey          |
| 568033 | 2003 HT64                | 1 giugno 2009     | Mount Lemmon Survey          |
| 568034 | 2003 HW64                | 18 novembre 2017  | Pan-STARRS                   |
| 568035 | 2003 HZ64                | 1 aprile 2016     | Pan-STARRS                   |
| 568036 | 2003 HD65                | 21 gennaio 2015   | CSS                          |
| 568037 | 2003 JA8                 | 2 maggio 2003     | LINEAR                       |
| 568038 | 2003 JY18                | 9 aprile 2014     | Mount Lemmon Survey          |
| 568039 | 2003 JC19                | 1 maggio 2003     | Spacewatch                   |
| 568040 | 2003 JD19                | 9 settembre 2007  | Spacewatch                   |
| 568041 | 2003 JL19                | 30 settembre 2005 | Mount Lemmon Survey          |
| 568042 | 2003 JW19                | 3 novembre 2005   | Spacewatch                   |
| 568043 | 2003 JZ19                | 20 febbraio 2014  | Mount Lemmon Survey          |
| 568044 | 2003 JZ20                | 3 maggio 2003     | Spacewatch                   |
| 568045 | 2003 KW8                 | 28 aprile 2003    | Spacewatch                   |
| 568046 | 2003 KU17                | 27 maggio 2003    | P. R. Holvorcem, M. Schwartz |
| 568047 | 2003 KN20                | 27 maggio 2003    | J. Pittichová                |
| 568048 | 2003 KZ28                | 22 maggio 2003    | Spacewatch                   |
| 568049 | 2003 KM37                | 5 giugno 2014     | Pan-STARRS                   |
| 568050 | 2003 KN37                | 10 gennaio 2013   | Pan-STARRS                   |
| 568051 | 2003 KU37                | 18 ottobre 2011   | Mount Lemmon Survey          |
| 568052 | 2003 KX37                | 21 dicembre 2006  | Mount Lemmon Survey          |
| 568053 | 2003 KD38                | 28 agosto 2014    | Pan-STARRS                   |
| 568054 | 2003 KG38                | 3 gennaio 2012    | Mount Lemmon Survey          |
| 568055 | 2003 KJ38                | 22 dicembre 2008  | Spacewatch                   |
| 568056 | 2003 KO38                | 4 maggio 2014     | Mount Lemmon Survey          |
| 568057 | 2003 KU38                | 17 settembre 2017 | Pan-STARRS                   |
| 568058 | 2003 KV38                | 23 ottobre 2011   | Pan-STARRS                   |
| 568059 | 2003 KC39                | 18 novembre 2014  | Mount Lemmon Survey          |
| 568060 | 2003 KD39                | 28 maggio 2014    | Pan-STARRS                   |
| 568061 | 2003 KH39                | 18 ottobre 2009   | Mount Lemmon Survey          |
| 568062 | 2003 KS39                | 18 gennaio 2013   | Mount Lemmon Survey          |
| 568063 | 2003 LE                  | 1 giugno 2003     | Spacewatch                   |
| 568064 | 2003 LW9                 | 18 giugno 2015    | Pan-STARRS                   |
| 568065 | 2003 LY9                 | 10 novembre 2013  | Mount Lemmon Survey          |
| 568066 | 2003 LH10                | 3 febbraio 2016   | Pan-STARRS                   |
| 568067 | 2003 LX10                | 30 marzo 2011     | Mount Lemmon Survey          |
| 568068 | 2003 LT11                | 26 gennaio 2006   | Mount Lemmon Survey          |
| 568069 | 2003 MC4                 | 26 giugno 2003    | P. R. Holvorcem, M. Schwartz |
| 568070 | 2003 MG13                | 1 gennaio 2016    | Pan-STARRS                   |
| 568071 | 2003 MH13                | 14 luglio 2016    | Pan-STARRS                   |
| 568072 | 2003 NU10                | 3 luglio 2003     | Spacewatch                   |
| 568073 | 2003 NH12                | 3 luglio 2003     | Spacewatch                   |
| 568074 | 2003 NY13                | 25 aprile 2007    | Mount Lemmon Survey          |
| 568075 | 2003 NO14                | 24 febbraio 2014  | Pan-STARRS                   |
| 568076 | 2003 NP14                | 11 marzo 2008     | Spacewatch                   |
| 568077 | 2003 NC15                | 21 gennaio 2013   | Pan-STARRS                   |
| 568078 | 2003 ND15                | 7 luglio 2003     | Spacewatch                   |
| 568079 | 2003 ON13                | 10 luglio 2003    | AMOS                         |
| 568080 | 2003 OL21                | 28 luglio 2003    | CINEOS                       |
| 568081 | 2003 OW23                | 25 luglio 2003    | NEAT                         |
| 568082 | 2003 OU25                | 25 luglio 2003    | NEAT                         |
| 568083 | 2003 OH33                | 4 agosto 2003     | LINEAR                       |
| 568084 | 2003 ON34                | 11 dicembre 2004  | Spacewatch                   |
| 568085 | 2003 OO35                | 8 maggio 2008     | Mount Lemmon Survey          |
| 568086 | 2003 PX2                 | 2 agosto 2003     | AMOS                         |
| 568087 | 2003 PJ13                | 24 settembre 2008 | Spacewatch                   |
| 568088 | 2003 QX10                | 8 luglio 2003     | NEAT                         |
| 568089 | 2003 QR87                | 25 agosto 2003    | LINEAR                       |
| 568090 | 2003 QK88                | 26 agosto 2003    | LINEAR                       |
| 568091 | 2003 QH98                | 30 agosto 2003    | Spacewatch                   |
| 568092 | 2003 QF117               | 29 agosto 2003    | Osservatorio di Mauna Kea    |
| 568093 | 2003 QJ117               | 25 febbraio 2006  | Spacewatch                   |
| 568094 | 2003 QM120               | 23 agosto 2003    | NEAT                         |
| 568095 | 2003 QP120               | 28 agosto 2003    | NEAT                         |
| 568096 | 2003 QW120               | 5 novembre 2013   | Pan-STARRS                   |
| 568097 | 2003 QR121               | 25 agosto 2003    | Cerro Tololo Obs.            |
| 568098 | 2003 QS121               | 28 febbraio 2012  | Pan-STARRS                   |
| 568099 | 2003 QT121               | 21 dicembre 2014  | Mount Lemmon Survey          |
| 568100 | 2003 QJ122               | 18 febbraio 2015  | Pan-STARRS                   |

## 568101–568200
| Nome   | Designazione provvisoria | Data di scoperta  | Scopritore                      |
| ------ | ------------------------ | ----------------- | ------------------------------- |
| 568101 | 2003 QY122               | 20 agosto 2003    | CINEOS                          |
| 568102 | 2003 QD123               | 7 settembre 2008  | Mount Lemmon Survey             |
| 568103 | 2003 QY124               | 22 agosto 2003    | A. Boattini, A. Di Paola        |
| 568104 | 2003 QH125               | 24 ottobre 2003   | L. H. Wasserman, D. E. Trilling |
| 568105 | 2003 RZ8                 | 1 settembre 2003  | LINEAR                          |
| 568106 | 2003 RR24                | 28 agosto 2003    | NEAT                            |
| 568107 | 2003 RY27                | 4 settembre 2003  | Spacewatch                      |
| 568108 | 2003 RJ28                | 9 marzo 2007      | Mount Lemmon Survey             |
| 568109 | 2003 RK28                | 6 ottobre 2008    | Mount Lemmon Survey             |
| 568110 | 2003 RM28                | 23 agosto 2003    | Cerro Tololo Obs.               |
| 568111 | 2003 RQ28                | 20 ottobre 2007   | Mount Lemmon Survey             |
| 568112 | 2003 RU28                | 5 settembre 2003  | G. J. Garradd, R. H. McNaught   |
| 568113 | 2003 SK9                 | 17 settembre 2003 | Spacewatch                      |
| 568114 | 2003 SD20                | 16 settembre 2003 | Spacewatch                      |
| 568115 | 2003 SR29                | 18 settembre 2003 | NEAT                            |
| 568116 | 2003 SK43                | 23 agosto 2003    | NEAT                            |
| 568117 | 2003 SD78                | 19 settembre 2003 | Spacewatch                      |
| 568118 | 2003 SE110               | 21 settembre 2003 | LINEAR                          |
| 568119 | 2003 SM112               | 16 settembre 2003 | Spacewatch                      |
| 568120 | 2003 SU130               | 20 settembre 2003 | Spacewatch                      |
| 568121 | 2003 SO132               | 19 settembre 2003 | Spacewatch                      |
| 568122 | 2003 ST132               | 19 settembre 2003 | Spacewatch                      |
| 568123 | 2003 SA158               | 24 agosto 2003    | Cerro Tololo Obs.               |
| 568124 | 2003 SA186               | 16 settembre 2003 | Spacewatch                      |
| 568125 | 2003 SJ186               | 28 agosto 2003    | LINEAR                          |
| 568126 | 2003 SF193               | 20 settembre 2003 | NEAT                            |
| 568127 | 2003 SO231               | 18 settembre 2003 | LINEAR                          |
| 568128 | 2003 SU239               | 18 settembre 2003 | Spacewatch                      |
| 568129 | 2003 SB248               | 18 settembre 2003 | NEAT                            |
| 568130 | 2003 SO254               | 27 settembre 2003 | Spacewatch                      |
| 568131 | 2003 SH257               | 18 settembre 2003 | Spacewatch                      |
| 568132 | 2003 SM263               | 28 settembre 2003 | LINEAR                          |
| 568133 | 2003 SQ278               | 20 settembre 2003 | NEAT                            |
| 568134 | 2003 SX291               | 20 settembre 2003 | NEAT                            |
| 568135 | 2003 SY291               | 20 settembre 2003 | NEAT                            |
| 568136 | 2003 SA296               | 1 ottobre 2003    | Spacewatch                      |
| 568137 | 2003 SW298               | 20 settembre 2003 | LINEAR                          |
| 568138 | 2003 SG303               | 20 settembre 2003 | NEAT                            |
| 568139 | 2003 SV315               | 21 settembre 2003 | Spacewatch                      |
| 568140 | 2003 SO324               | 17 settembre 2003 | Spacewatch                      |
| 568141 | 2003 SY324               | 18 settembre 2003 | LINEAR                          |
| 568142 | 2003 SM325               | 28 settembre 2003 | LINEAR                          |
| 568143 | 2003 SX329               | 30 settembre 2003 | Spacewatch                      |
| 568144 | 2003 SC331               | 20 ottobre 2003   | Spacewatch                      |
| 568145 | 2003 SL334               | 27 settembre 2003 | Spacewatch                      |
| 568146 | 2003 SF335               | 28 settembre 2003 | LONEOS                          |
| 568147 | 2003 SX335               | 26 settembre 2003 | SDSS Collaboration              |
| 568148 | 2003 SJ339               | 23 ottobre 2003   | Spacewatch                      |
| 568149 | 2003 SS339               | 26 settembre 2003 | SDSS Collaboration              |
| 568150 | 2003 SZ345               | 18 settembre 2003 | NEAT                            |
| 568151 | 2003 SW346               | 18 settembre 2003 | Spacewatch                      |
| 568152 | 2003 SD353               | 20 settembre 2003 | LINEAR                          |
| 568153 | 2003 SZ355               | 16 settembre 2003 | Spacewatch                      |
| 568154 | 2003 SN356               | 18 settembre 2003 | Spacewatch                      |
| 568155 | 2003 SP356               | 18 settembre 2003 | Spacewatch                      |
| 568156 | 2003 SF368               | 26 settembre 2003 | SDSS Collaboration              |
| 568157 | 2003 SZ368               | 26 settembre 2003 | SDSS Collaboration              |
| 568158 | 2003 SQ375               | 18 settembre 2003 | Spacewatch                      |
| 568159 | 2003 SR376               | 26 settembre 2003 | SDSS Collaboration              |
| 568160 | 2003 SX376               | 26 settembre 2003 | SDSS Collaboration              |
| 568161 | 2003 SA378               | 18 settembre 2003 | Spacewatch                      |
| 568162 | 2003 SD378               | 26 settembre 2003 | SDSS Collaboration              |
| 568163 | 2003 SK381               | 26 settembre 2003 | SDSS Collaboration              |
| 568164 | 2003 SA383               | 26 settembre 2003 | SDSS Collaboration              |
| 568165 | 2003 SF384               | 30 settembre 2003 | Spacewatch                      |
| 568166 | 2003 SF387               | 16 gennaio 2005   | Spacewatch                      |
| 568167 | 2003 SE389               | 4 febbraio 2005   | Spacewatch                      |
| 568168 | 2003 SE390               | 26 settembre 2003 | SDSS Collaboration              |
| 568169 | 2003 SN391               | 26 settembre 2003 | SDSS Collaboration              |
| 568170 | 2003 SV392               | 26 settembre 2003 | SDSS Collaboration              |
| 568171 | 2003 SB394               | 26 settembre 2003 | SDSS Collaboration              |
| 568172 | 2003 SH395               | 10 aprile 2005    | Spacewatch                      |
| 568173 | 2003 SO396               | 26 settembre 2003 | SDSS Collaboration              |
| 568174 | 2003 SY398               | 9 febbraio 2005   | Mount Lemmon Survey             |
| 568175 | 2003 SV403               | 27 settembre 2003 | SDSS Collaboration              |
| 568176 | 2003 SC404               | 22 ottobre 2003   | LONEOS                          |
| 568177 | 2003 SA406               | 27 settembre 2003 | SDSS Collaboration              |
| 568178 | 2003 SH410               | 28 settembre 2003 | Spacewatch                      |
| 568179 | 2003 SV410               | 18 dicembre 2004  | Mount Lemmon Survey             |
| 568180 | 2003 SY414               | 10 aprile 2005    | Kitt Peak Obs.                  |
| 568181 | 2003 SX417               | 28 settembre 2003 | SDSS Collaboration              |
| 568182 | 2003 SU421               | 5 ottobre 2003    | Spacewatch                      |
| 568183 | 2003 SF425               | 25 settembre 2003 | Osservatorio di Mauna Kea       |
| 568184 | 2003 SE432               | 18 settembre 2003 | Spacewatch                      |
| 568185 | 2003 SN435               | 20 settembre 2003 | NEAT                            |
| 568186 | 2003 SS435               | 22 settembre 2003 | NEAT                            |
| 568187 | 2003 SJ436               | 26 settembre 2003 | SDSS Collaboration              |
| 568188 | 2003 SM436               | 10 ottobre 2008   | Mount Lemmon Survey             |
| 568189 | 2003 SR436               | 18 settembre 2003 | Spacewatch                      |
| 568190 | 2003 ST436               | 18 settembre 2003 | Spacewatch                      |
| 568191 | 2003 SN437               | 1 ottobre 2008    | Spacewatch                      |
| 568192 | 2003 SP437               | 31 luglio 2014    | Pan-STARRS                      |
| 568193 | 2003 SS437               | 27 settembre 2008 | Mount Lemmon Survey             |
| 568194 | 2003 SV437               | 29 settembre 2003 | Spacewatch                      |
| 568195 | 2003 SX437               | 18 settembre 2003 | Spacewatch                      |
| 568196 | 2003 SA438               | 13 dicembre 2013  | Mount Lemmon Survey             |
| 568197 | 2003 SG438               | 18 settembre 2003 | Spacewatch                      |
| 568198 | 2003 SH438               | 19 settembre 2003 | Spacewatch                      |
| 568199 | 2003 SK438               | 1 novembre 2008   | Mount Lemmon Survey             |
| 568200 | 2003 SR438               | 21 ottobre 2008   | Spacewatch                      |

## 568201–568300
| Nome   | Designazione provvisoria | Data di scoperta  | Scopritore          |
| ------ | ------------------------ | ----------------- | ------------------- |
| 568201 | 2003 SX438               | 2 marzo 2006      | Mount Lemmon Survey |
| 568202 | 2003 SK439               | 21 settembre 2003 | Spacewatch          |
| 568203 | 2003 SZ439               | 26 agosto 2012    | Pan-STARRS          |
| 568204 | 2003 SJ440               | 16 aprile 2013    | Pan-STARRS          |
| 568205 | 2003 SC441               | 27 settembre 2003 | Spacewatch          |
| 568206 | 2003 SR441               | 22 settembre 2003 | Spacewatch          |
| 568207 | 2003 SS442               | 29 settembre 2008 | Spacewatch          |
| 568208 | 2003 ST442               | 23 aprile 2009    | Spacewatch          |
| 568209 | 2003 SE443               | 21 settembre 2003 | LONEOS              |
| 568210 | 2003 SC444               | 16 settembre 2003 | Spacewatch          |
| 568211 | 2003 SM444               | 20 ottobre 2008   | Spacewatch          |
| 568212 | 2003 SV445               | 26 settembre 2003 | SDSS Collaboration  |
| 568213 | 2003 ST446               | 5 settembre 2016  | Mount Lemmon Survey |
| 568214 | 2003 SU447               | 12 luglio 2016    | Mount Lemmon Survey |
| 568215 | 2003 SS449               | 21 settembre 2003 | Spacewatch          |
| 568216 | 2003 SW449               | 8 giugno 2011     | Mount Lemmon Survey |
| 568217 | 2003 SH450               | 6 ottobre 2008    | Mount Lemmon Survey |
| 568218 | 2003 SH451               | 21 settembre 2003 | Spacewatch          |
| 568219 | 2003 SN451               | 6 settembre 2012  | Mount Lemmon Survey |
| 568220 | 2003 SD452               | 7 febbraio 2011   | Mount Lemmon Survey |
| 568221 | 2003 SO453               | 29 settembre 2003 | Spacewatch          |
| 568222 | 2003 SO456               | 31 maggio 2011    | Mount Lemmon Survey |
| 568223 | 2003 SK457               | 18 dicembre 2009  | Spacewatch          |
| 568224 | 2003 SL457               | 29 settembre 2008 | Mount Lemmon Survey |
| 568225 | 2003 SW457               | 20 marzo 1996     | Spacewatch          |
| 568226 | 2003 SE460               | 20 settembre 2003 | NEAT                |
| 568227 | 2003 SG460               | 27 settembre 2003 | Spacewatch          |
| 568228 | 2003 SN460               | 26 settembre 2017 | Mount Lemmon Survey |
| 568229 | 2003 SJ461               | 5 settembre 1994  | Spacewatch          |
| 568230 | 2003 SN461               | 30 settembre 2003 | Spacewatch          |
| 568231 | 2003 SO461               | 21 settembre 2003 | Spacewatch          |
| 568232 | 2003 SZ463               | 18 settembre 2003 | Spacewatch          |
| 568233 | 2003 SU464               | 18 settembre 2003 | Spacewatch          |
| 568234 | 2003 SE465               | 19 settembre 2003 | NEAT                |
| 568235 | 2003 SF465               | 18 settembre 2003 | Spacewatch          |
| 568236 | 2003 SP465               | 30 settembre 2003 | Spacewatch          |
| 568237 | 2003 SG469               | 30 settembre 2003 | Spacewatch          |
| 568238 | 2003 SM469               | 30 settembre 2003 | Spacewatch          |
| 568239 | 2003 SE470               | 29 settembre 2003 | Spacewatch          |
| 568240 | 2003 SU470               | 29 settembre 2003 | Spacewatch          |
| 568241 | 2003 SD471               | 17 settembre 2003 | Spacewatch          |
| 568242 | 2003 TP7                 | 22 settembre 2003 | NEAT                |
| 568243 | 2003 TP24                | 1 ottobre 2003    | Spacewatch          |
| 568244 | 2003 TQ30                | 16 settembre 2003 | Spacewatch          |
| 568245 | 2003 TA38                | 2 ottobre 2003    | Spacewatch          |
| 568246 | 2003 TA39                | 2 ottobre 2003    | Spacewatch          |
| 568247 | 2003 TL39                | 2 ottobre 2003    | Spacewatch          |
| 568248 | 2003 TJ40                | 21 settembre 2003 | NEAT                |
| 568249 | 2003 TS51                | 28 settembre 2003 | Spacewatch          |
| 568250 | 2003 TZ59                | 17 gennaio 2005   | Spacewatch          |
| 568251 | 2003 TC60                | 16 agosto 2012    | SSS                 |
| 568252 | 2003 TE60                | 6 maggio 2011     | Spacewatch          |
| 568253 | 2003 TG60                | 16 ottobre 2007   | Mount Lemmon Survey |
| 568254 | 2003 TL60                | 22 settembre 2008 | Mount Lemmon Survey |
| 568255 | 2003 TA61                | 22 marzo 2015     | Mount Lemmon Survey |
| 568256 | 2003 TB61                | 15 agosto 2013    | Pan-STARRS          |
| 568257 | 2003 TR61                | 1 ottobre 2003    | Spacewatch          |
| 568258 | 2003 TO62                | 10 ottobre 2008   | Mount Lemmon Survey |
| 568259 | 2003 TA63                | 10 agosto 2015    | Pan-STARRS          |
| 568260 | 2003 TQ64                | 24 ottobre 2008   | Spacewatch          |
| 568261 | 2003 TT64                | 26 maggio 2015    | Pan-STARRS          |
| 568262 | 2003 UY35                | 16 ottobre 2003   | NEAT                |
| 568263 | 2003 UN40                | 16 ottobre 2003   | Spacewatch          |
| 568264 | 2003 UX41                | 17 ottobre 2003   | Spacewatch          |
| 568265 | 2003 UF45                | 3 febbraio 2001   | Spacewatch          |
| 568266 | 2003 UQ61                | 28 settembre 2003 | LINEAR              |
| 568267 | 2003 UX68                | 18 ottobre 2003   | Spacewatch          |
| 568268 | 2003 UX72                | 19 ottobre 2003   | Spacewatch          |
| 568269 | 2003 UM87                | 1 ottobre 2003    | Spacewatch          |
| 568270 | 2003 UQ89                | 14 maggio 2002    | Spacewatch          |
| 568271 | 2003 UA116               | 21 ottobre 2003   | NEAT                |
| 568272 | 2003 UF136               | 22 settembre 2003 | NEAT                |
| 568273 | 2003 UG172               | 27 settembre 2003 | Spacewatch          |
| 568274 | 2003 UY182               | 20 settembre 2003 | NEAT                |
| 568275 | 2003 UG191               | 23 ottobre 2003   | Spacewatch          |
| 568276 | 2003 UO213               | 27 settembre 2003 | Spacewatch          |
| 568277 | 2003 UN221               | 22 ottobre 2003   | Spacewatch          |
| 568278 | 2003 UK230               | 23 ottobre 2003   | Spacewatch          |
| 568279 | 2003 UA245               | 24 ottobre 2003   | LINEAR              |
| 568280 | 2003 UD280               | 27 ottobre 2003   | LINEAR              |
| 568281 | 2003 UX281               | 17 ottobre 2003   | Spacewatch          |
| 568282 | 2003 UW294               | 16 ottobre 2003   | Spacewatch          |
| 568283 | 2003 UP301               | 21 settembre 2003 | Spacewatch          |
| 568284 | 2003 UW301               | 17 ottobre 2003   | Spacewatch          |
| 568285 | 2003 UU302               | 21 settembre 2003 | NEAT                |
| 568286 | 2003 UE305               | 1 ottobre 2003    | Spacewatch          |
| 568287 | 2003 UZ320               | 20 settembre 2003 | Spacewatch          |
| 568288 | 2003 UC325               | 17 ottobre 2003   | SDSS Collaboration  |
| 568289 | 2003 UQ325               | 17 ottobre 2003   | SDSS Collaboration  |
| 568290 | 2003 UF328               | 17 ottobre 2003   | SDSS Collaboration  |
| 568291 | 2003 UA329               | 17 ottobre 2003   | SDSS Collaboration  |
| 568292 | 2003 UM331               | 22 settembre 2003 | Spacewatch          |
| 568293 | 2003 UL333               | 18 ottobre 2003   | SDSS Collaboration  |
| 568294 | 2003 UP333               | 29 settembre 2003 | Spacewatch          |
| 568295 | 2003 UQ333               | 29 settembre 2003 | Spacewatch          |
| 568296 | 2003 UQ334               | 9 marzo 2005      | Mount Lemmon Survey |
| 568297 | 2003 UN337               | 29 settembre 2003 | Spacewatch          |
| 568298 | 2003 UM338               | 17 settembre 2003 | Spacewatch          |
| 568299 | 2003 UU341               | 19 ottobre 2003   | SDSS Collaboration  |
| 568300 | 2003 UM343               | 30 settembre 2003 | Spacewatch          |

## 568301–568400
| Nome   | Designazione provvisoria | Data di scoperta  | Scopritore                   |
| ------ | ------------------------ | ----------------- | ---------------------------- |
| 568301 | 2003 UA344               | 19 ottobre 2003   | Spacewatch                   |
| 568302 | 2003 UV344               | 29 settembre 2003 | SDSS Collaboration           |
| 568303 | 2003 UK347               | 19 ottobre 2003   | SDSS Collaboration           |
| 568304 | 2003 UZ348               | 19 ottobre 2003   | SDSS Collaboration           |
| 568305 | 2003 UN349               | 19 ottobre 2003   | SDSS Collaboration           |
| 568306 | 2003 UE351               | 17 gennaio 2005   | Spacewatch                   |
| 568307 | 2003 UX351               | 19 ottobre 2003   | SDSS Collaboration           |
| 568308 | 2003 UW352               | 19 ottobre 2003   | SDSS Collaboration           |
| 568309 | 2003 UA354               | 19 ottobre 2003   | SDSS Collaboration           |
| 568310 | 2003 UQ355               | 19 ottobre 2003   | Spacewatch                   |
| 568311 | 2003 UP356               | 19 ottobre 2003   | Spacewatch                   |
| 568312 | 2003 UJ361               | 20 ottobre 2003   | Spacewatch                   |
| 568313 | 2003 UN361               | 20 ottobre 2003   | Spacewatch                   |
| 568314 | 2003 UY364               | 20 ottobre 2003   | Spacewatch                   |
| 568315 | 2003 UC371               | 22 ottobre 2003   | SDSS Collaboration           |
| 568316 | 2003 UL371               | 20 novembre 2004  | Spacewatch                   |
| 568317 | 2003 UZ372               | 16 settembre 2003 | NEAT                         |
| 568318 | 2003 UD380               | 22 ottobre 2003   | SDSS Collaboration           |
| 568319 | 2003 UN386               | 5 ottobre 2003    | Spacewatch                   |
| 568320 | 2003 UN388               | 26 settembre 2003 | SDSS Collaboration           |
| 568321 | 2003 UT388               | 22 ottobre 2003   | Spacewatch                   |
| 568322 | 2003 UP389               | 22 ottobre 2003   | SDSS Collaboration           |
| 568323 | 2003 UK399               | 22 ottobre 2003   | SDSS Collaboration           |
| 568324 | 2003 UB401               | 22 settembre 2003 | Spacewatch                   |
| 568325 | 2003 UX403               | 16 gennaio 2005   | Spacewatch                   |
| 568326 | 2003 UL406               | 23 ottobre 2003   | SDSS Collaboration           |
| 568327 | 2003 UP406               | 23 ottobre 2003   | SDSS Collaboration           |
| 568328 | 2003 UX407               | 20 ottobre 2003   | Spacewatch                   |
| 568329 | 2003 UZ412               | 23 ottobre 2003   | Spacewatch                   |
| 568330 | 2003 UE413               | 23 ottobre 2003   | Spacewatch                   |
| 568331 | 2003 UW413               | 29 ottobre 2003   | Spacewatch                   |
| 568332 | 2003 UH417               | 4 febbraio 2005   | Mount Lemmon Survey          |
| 568333 | 2003 US419               | 13 gennaio 2005   | Spacewatch                   |
| 568334 | 2003 UY419               | 19 ottobre 2003   | Spacewatch                   |
| 568335 | 2003 UB420               | 10 ottobre 2012   | M. Schwartz, P. R. Holvorcem |
| 568336 | 2003 UG420               | 21 settembre 2009 | Mount Lemmon Survey          |
| 568337 | 2003 US420               | 27 ottobre 2003   | Spacewatch                   |
| 568338 | 2003 UT420               | 21 ottobre 2008   | Spacewatch                   |
| 568339 | 2003 UU420               | 26 dicembre 2011  | Mount Lemmon Survey          |
| 568340 | 2003 UX420               | 23 ottobre 2003   | SDSS Collaboration           |
| 568341 | 2003 UY420               | 9 febbraio 2005   | Spacewatch                   |
| 568342 | 2003 UG421               | 15 febbraio 2010  | Spacewatch                   |
| 568343 | 2003 UO421               | 24 agosto 2012    | L. Elenin                    |
| 568344 | 2003 UP421               | 13 aprile 2013    | Pan-STARRS                   |
| 568345 | 2003 UK422               | 22 dicembre 2012  | K. Sárneczky, G. Hodosán     |
| 568346 | 2003 UO422               | 18 settembre 2012 | Mount Lemmon Survey          |
| 568347 | 2003 UB423               | 3 giugno 2011     | Spacewatch                   |
| 568348 | 2003 UH423               | 6 ottobre 2012    | Pan-STARRS                   |
| 568349 | 2003 UJ423               | 22 settembre 2012 | Spacewatch                   |
| 568350 | 2003 UR423               | 19 gennaio 2015   | Mount Lemmon Survey          |
| 568351 | 2003 UG424               | 24 ottobre 2003   | SDSS Collaboration           |
| 568352 | 2003 UJ424               | 22 maggio 2011    | Mount Lemmon Survey          |
| 568353 | 2003 UQ424               | 21 novembre 2008  | Mount Lemmon Survey          |
| 568354 | 2003 UT424               | 25 settembre 2008 | Spacewatch                   |
| 568355 | 2003 UM425               | 7 novembre 2008   | Mount Lemmon Survey          |
| 568356 | 2003 UV425               | 3 ottobre 2013    | Spacewatch                   |
| 568357 | 2003 UH426               | 25 agosto 2012    | Spacewatch                   |
| 568358 | 2003 UT426               | 21 settembre 2012 | Mount Lemmon Survey          |
| 568359 | 2003 UZ426               | 19 ottobre 2003   | Spacewatch                   |
| 568360 | 2003 UF427               | 18 ottobre 2003   | Spacewatch                   |
| 568361 | 2003 UY427               | 19 ottobre 2003   | SDSS Collaboration           |
| 568362 | 2003 UM429               | 23 febbraio 2015  | Pan-STARRS                   |
| 568363 | 2003 UO429               | 24 marzo 2015     | Mount Lemmon Survey          |
| 568364 | 2003 UW429               | 17 gennaio 2016   | Pan-STARRS                   |
| 568365 | 2003 UZ429               | 31 agosto 2014    | Pan-STARRS                   |
| 568366 | 2003 UD432               | 25 aprile 2007    | Mount Lemmon Survey          |
| 568367 | 2003 UL432               | 22 ottobre 2003   | Spacewatch                   |
| 568368 | 2003 UN432               | 22 ottobre 2003   | SDSS Collaboration           |
| 568369 | 2003 UT432               | 28 settembre 2009 | Spacewatch                   |
| 568370 | 2003 UV432               | 19 ottobre 2003   | SDSS Collaboration           |
| 568371 | 2003 UZ432               | 12 ottobre 1999   | Spacewatch                   |
| 568372 | 2003 UA433               | 15 aprile 2005    | Spacewatch                   |
| 568373 | 2003 UR433               | 1 gennaio 2014    | Pan-STARRS                   |
| 568374 | 2003 UT433               | 27 settembre 2017 | Mount Lemmon Survey          |
| 568375 | 2003 UH434               | 30 aprile 2011    | Mount Lemmon Survey          |
| 568376 | 2003 UN434               | 13 aprile 2011    | Pan-STARRS                   |
| 568377 | 2003 US434               | 24 ottobre 2003   | Spacewatch                   |
| 568378 | 2003 UJ436               | 5 dicembre 2008   | Spacewatch                   |
| 568379 | 2003 UG437               | 20 settembre 2014 | Pan-STARRS                   |
| 568380 | 2003 UJ437               | 11 gennaio 2008   | Mount Lemmon Survey          |
| 568381 | 2003 UY437               | 22 settembre 2008 | Spacewatch                   |
| 568382 | 2003 UZ437               | 10 agosto 2007    | Spacewatch                   |
| 568383 | 2003 UB438               | 11 dicembre 2013  | Pan-STARRS                   |
| 568384 | 2003 UE438               | 21 ottobre 2003   | Spacewatch                   |
| 568385 | 2003 UA439               | 2 novembre 2008   | Mount Lemmon Survey          |
| 568386 | 2003 UG440               | 17 ottobre 2003   | Spacewatch                   |
| 568387 | 2003 UU441               | 26 agosto 2012    | Pan-STARRS                   |
| 568388 | 2003 UK442               | 14 dicembre 2010  | Mount Lemmon Survey          |
| 568389 | 2003 US444               | 24 ottobre 2003   | SDSS Collaboration           |
| 568390 | 2003 VY2                 | 14 novembre 2003  | NEAT                         |
| 568391 | 2003 VW4                 | 15 novembre 2003  | Spacewatch                   |
| 568392 | 2003 VO6                 | 20 ottobre 2003   | Spacewatch                   |
| 568393 | 2003 VA13                | 11 novembre 2007  | Mount Lemmon Survey          |
| 568394 | 2003 VD13                | 15 novembre 2003  | Spacewatch                   |
| 568395 | 2003 WZ24                | 16 ottobre 2003   | NEAT                         |
| 568396 | 2003 WF92                | 18 novembre 2003  | NEAT                         |
| 568397 | 2003 WA106               | 21 novembre 2003  | Spacewatch                   |
| 568398 | 2003 WU159               | 30 novembre 2003  | Spacewatch                   |
| 568399 | 2003 WO174               | 19 novembre 2003  | Spacewatch                   |
| 568400 | 2003 WT180               | 20 novembre 2003  | Kitt Peak Obs.               |

## 568401–568500
| Nome   | Designazione provvisoria | Data di scoperta  | Scopritore                 |
| ------ | ------------------------ | ----------------- | -------------------------- |
| 568401 | 2003 WH182               | 22 novembre 2003  | Kitt Peak Obs.             |
| 568402 | 2003 WB186               | 22 novembre 2003  | Kitt Peak Obs.             |
| 568403 | 2003 WX187               | 21 ottobre 2003   | Spacewatch                 |
| 568404 | 2003 WG196               | 19 novembre 2003  | Spacewatch                 |
| 568405 | 2003 WK196               | 5 aprile 2005     | Mount Lemmon Survey        |
| 568406 | 2003 WS196               | 18 marzo 2010     | Mount Lemmon Survey        |
| 568407 | 2003 WC197               | 26 agosto 2012    | CSS                        |
| 568408 | 2003 WP197               | 26 novembre 2003  | Spacewatch                 |
| 568409 | 2003 WR197               | 20 ottobre 2012   | Pan-STARRS                 |
| 568410 | 2003 WD199               | 8 ottobre 2012    | Pan-STARRS                 |
| 568411 | 2003 WL199               | 28 agosto 2006    | CSS                        |
| 568412 | 2003 WP201               | 20 novembre 2003  | Spacewatch                 |
| 568413 | 2003 WE203               | 15 settembre 2007 | Mount Lemmon Survey        |
| 568414 | 2003 WP207               | 3 ottobre 2013    | Pan-STARRS                 |
| 568415 | 2003 WE208               | 12 settembre 2007 | Mount Lemmon Survey        |
| 568416 | 2003 WG209               | 18 maggio 2013    | Mount Lemmon Survey        |
| 568417 | 2003 WN209               | 2 settembre 2014  | Pan-STARRS                 |
| 568418 | 2003 WO209               | 21 febbraio 2009  | Spacewatch                 |
| 568419 | 2003 WD210               | 19 novembre 2003  | Spacewatch                 |
| 568420 | 2003 WB211               | 17 settembre 2017 | Pan-STARRS                 |
| 568421 | 2003 WQ211               | 23 ottobre 2017   | Mount Lemmon Survey        |
| 568422 | 2003 WY211               | 19 novembre 2003  | Spacewatch                 |
| 568423 | 2003 WB213               | 11 marzo 2005     | Spacewatch                 |
| 568424 | 2003 WV214               | 21 novembre 2003  | Spacewatch                 |
| 568425 | 2003 WX214               | 20 novembre 2003  | Kitt Peak Obs.             |
| 568426 | 2003 XO23                | 1 dicembre 2003   | Spacewatch                 |
| 568427 | 2003 XK24                | 20 novembre 2003  | Spacewatch                 |
| 568428 | 2003 XT36                | 3 dicembre 2003   | LINEAR                     |
| 568429 | 2003 XC42                | 14 dicembre 2003  | Spacewatch                 |
| 568430 | 2003 XC44                | 17 febbraio 2010  | Mount Lemmon Survey        |
| 568431 | 2003 XC45                | 1 dicembre 2003   | Spacewatch                 |
| 568432 | 2003 XH45                | 21 ottobre 2003   | Spacewatch                 |
| 568433 | 2003 XZ45                | 3 agosto 2016     | Pan-STARRS                 |
| 568434 | 2003 XD46                | 22 agosto 2014    | Pan-STARRS                 |
| 568435 | 2003 YH36                | 21 novembre 2003  | LINEAR                     |
| 568436 | 2003 YM70                | 22 dicembre 2003  | LINEAR                     |
| 568437 | 2003 YB102               | 17 dicembre 2003  | Spacewatch                 |
| 568438 | 2003 YA151               | 29 dicembre 2003  | CSS                        |
| 568439 | 2003 YR170               | 18 dicembre 2003  | Spacewatch                 |
| 568440 | 2003 YN183               | 24 maggio 2006    | Spacewatch                 |
| 568441 | 2003 YQ183               | 22 dicembre 2003  | Spacewatch                 |
| 568442 | 2003 YU183               | 21 ottobre 2008   | Spacewatch                 |
| 568443 | 2003 YX183               | 8 dicembre 2012   | Mount Lemmon Survey        |
| 568444 | 2003 YF184               | 18 novembre 2014  | Pan-STARRS                 |
| 568445 | 2003 YJ184               | 28 settembre 2013 | Mount Lemmon Survey        |
| 568446 | 2003 YC185               | 15 giugno 2015    | Pan-STARRS                 |
| 568447 | 2003 YC186               | 24 marzo 2015     | Pan-STARRS                 |
| 568448 | 2003 YX186               | 24 ottobre 2017   | Mount Lemmon Survey        |
| 568449 | 2003 YP187               | 13 febbraio 2004  | Spacewatch                 |
| 568450 | 2003 YU189               | 11 febbraio 2004  | NEAT                       |
| 568451 | 2003 YO190               | 29 dicembre 2003  | Spacewatch                 |
| 568452 | 2004 AN14                | 15 gennaio 2004   | Spacewatch                 |
| 568453 | 2004 BP25                | 19 gennaio 2004   | LINEAR                     |
| 568454 | 2004 BR26                | 16 gennaio 2004   | NEAT                       |
| 568455 | 2004 BC45                | 22 gennaio 2004   | LINEAR                     |
| 568456 | 2004 BE65                | 22 gennaio 2004   | LINEAR                     |
| 568457 | 2004 BR138               | 19 gennaio 2004   | Spacewatch                 |
| 568458 | 2004 BC143               | 19 gennaio 2004   | Spacewatch                 |
| 568459 | 2004 BW156               | 28 gennaio 2004   | Spacewatch                 |
| 568460 | 2004 BV165               | 28 novembre 2014  | Pan-STARRS                 |
| 568461 | 2004 BX165               | 12 ottobre 2007   | Mount Lemmon Survey        |
| 568462 | 2004 BG167               | 28 gennaio 2004   | Spacewatch                 |
| 568463 | 2004 BL167               | 4 luglio 2016     | Pan-STARRS                 |
| 568464 | 2004 BD168               | 19 gennaio 2004   | Spacewatch                 |
| 568465 | 2004 BP173               | 30 gennaio 2004   | Spacewatch                 |
| 568466 | 2004 CL17                | 30 gennaio 2004   | Spacewatch                 |
| 568467 | 2004 CX32                | 22 gennaio 2004   | LINEAR                     |
| 568468 | 2004 CW55                | 11 febbraio 2004  | NEAT                       |
| 568469 | 2004 CT96                | 11 febbraio 2004  | NEAT                       |
| 568470 | 2004 CP122               | 29 agosto 2006    | Spacewatch                 |
| 568471 | 2004 CO123               | 12 febbraio 2004  | Spacewatch                 |
| 568472 | 2004 CC126               | 12 febbraio 2004  | Spacewatch                 |
| 568473 | 2004 CE131               | 12 febbraio 2004  | NEAT                       |
| 568474 | 2004 CJ131               | 22 ottobre 2012   | Pan-STARRS                 |
| 568475 | 2004 CS133               | 13 febbraio 2008  | Mount Lemmon Survey        |
| 568476 | 2004 CB135               | 11 febbraio 2008  | Mount Lemmon Survey        |
| 568477 | 2004 CM135               | 5 aprile 2014     | Pan-STARRS                 |
| 568478 | 2004 CW135               | 19 settembre 2014 | Pan-STARRS                 |
| 568479 | 2004 DO1                 | 16 febbraio 2004  | LINEAR                     |
| 568480 | 2004 DK70                | 26 febbraio 2004  | M. W. Buie, D. E. Trilling |
| 568481 | 2004 DU80                | 17 febbraio 2004  | Spacewatch                 |
| 568482 | 2004 DE81                | 5 febbraio 2009   | Spacewatch                 |
| 568483 | 2004 DT81                | 13 luglio 2016    | Mount Lemmon Survey        |
| 568484 | 2004 DW81                | 17 agosto 2006    | NEAT                       |
| 568485 | 2004 DE82                | 21 ottobre 2006   | Mount Lemmon Survey        |
| 568486 | 2004 DQ82                | 9 aprile 2014     | Pan-STARRS                 |
| 568487 | 2004 DT82                | 18 settembre 2012 | Mount Lemmon Survey        |
| 568488 | 2004 DM83                | 9 gennaio 2016    | Pan-STARRS                 |
| 568489 | 2004 DW85                | 7 luglio 2016     | Pan-STARRS                 |
| 568490 | 2004 DL88                | 2 gennaio 2014    | Spacewatch                 |
| 568491 | 2004 DQ88                | 20 gennaio 2009   | Spacewatch                 |
| 568492 | 2004 DO89                | 22 febbraio 2004  | M. W. Buie                 |
| 568493 | 2004 EM28                | 15 marzo 2004     | Spacewatch                 |
| 568494 | 2004 EQ29                | 15 marzo 2004     | Spacewatch                 |
| 568495 | 2004 ET32                | 15 marzo 2004     | NEAT                       |
| 568496 | 2004 EK89                | 14 marzo 2004     | Spacewatch                 |
| 568497 | 2004 EZ90                | 15 marzo 2004     | Spacewatch                 |
| 568498 | 2004 EO101               | 15 marzo 2004     | Spacewatch                 |
| 568499 | 2004 EW102               | 15 marzo 2004     | Spacewatch                 |
| 568500 | 2004 EM105               | 15 marzo 2004     | Spacewatch                 |

## 568501–568600
| Nome   | Designazione provvisoria | Data di scoperta  | Scopritore                 |
| ------ | ------------------------ | ----------------- | -------------------------- |
| 568501 | 2004 EG106               | 15 marzo 2004     | Spacewatch                 |
| 568502 | 2004 EM107               | 15 marzo 2004     | Spacewatch                 |
| 568503 | 2004 EY116               | 17 ottobre 2007   | Mount Lemmon Survey        |
| 568504 | 2004 EG117               | 26 novembre 2014  | CSS                        |
| 568505 | 2004 EL117               | 12 gennaio 2011   | Mount Lemmon Survey        |
| 568506 | 2004 EO117               | 8 novembre 2007   | Mount Lemmon Survey        |
| 568507 | 2004 EA118               | 15 marzo 2004     | Spacewatch                 |
| 568508 | 2004 EB118               | 15 marzo 2004     | Spacewatch                 |
| 568509 | 2004 FT29                | 27 marzo 2004     | W. Bickel                  |
| 568510 | 2004 FU54                | 18 marzo 2004     | Spacewatch                 |
| 568511 | 2004 FB60                | 18 marzo 2004     | Spacewatch                 |
| 568512 | 2004 FG63                | 19 marzo 2004     | LINEAR                     |
| 568513 | 2004 FS68                | 16 marzo 2004     | Spacewatch                 |
| 568514 | 2004 FP72                | 26 febbraio 2004  | M. W. Buie, D. E. Trilling |
| 568515 | 2004 FJ113               | 21 marzo 2004     | Spacewatch                 |
| 568516 | 2004 FO113               | 21 marzo 2004     | Spacewatch                 |
| 568517 | 2004 FD120               | 23 marzo 2004     | Spacewatch                 |
| 568518 | 2004 FG123               | 26 marzo 2004     | Spacewatch                 |
| 568519 | 2004 FX131               | 23 marzo 2004     | Spacewatch                 |
| 568520 | 2004 FV144               | 29 marzo 2004     | Spacewatch                 |
| 568521 | 2004 FW144               | 29 marzo 2004     | Spacewatch                 |
| 568522 | 2004 FY154               | 17 marzo 2004     | Spacewatch                 |
| 568523 | 2004 FR157               | 17 marzo 2004     | Spacewatch                 |
| 568524 | 2004 FU167               | 1 luglio 2011     | Mount Lemmon Survey        |
| 568525 | 2004 FB168               | 2 marzo 2009      | Mount Lemmon Survey        |
| 568526 | 2004 FH168               | 31 agosto 2005    | Spacewatch                 |
| 568527 | 2004 FM168               | 18 maggio 2015    | Mount Lemmon Survey        |
| 568528 | 2004 FP168               | 20 gennaio 2009   | Mount Lemmon Survey        |
| 568529 | 2004 FR168               | 2 marzo 2009      | Spacewatch                 |
| 568530 | 2004 FM169               | 13 marzo 2012     | Mount Lemmon Survey        |
| 568531 | 2004 FQ169               | 21 marzo 2009     | Spacewatch                 |
| 568532 | 2004 FR170               | 19 settembre 2012 | Mount Lemmon Survey        |
| 568533 | 2004 FT170               | 11 ottobre 2007   | Spacewatch                 |
| 568534 | 2004 FC171               | 26 febbraio 2014  | Pan-STARRS                 |
| 568535 | 2004 FY171               | 27 gennaio 2011   | Mount Lemmon Survey        |
| 568536 | 2004 FR172               | 19 settembre 2012 | Mount Lemmon Survey        |
| 568537 | 2004 FA173               | 10 gennaio 2007   | Mount Lemmon Survey        |
| 568538 | 2004 FM174               | 26 febbraio 2009  | CSS                        |
| 568539 | 2004 FW174               | 12 ottobre 2007   | Spacewatch                 |
| 568540 | 2004 FM175               | 1 febbraio 2009   | Spacewatch                 |
| 568541 | 2004 FU175               | 10 febbraio 2014  | Pan-STARRS                 |
| 568542 | 2004 FZ175               | 19 settembre 2006 | Spacewatch                 |
| 568543 | 2004 FP176               | 23 aprile 2015    | Spacewatch                 |
| 568544 | 2004 FQ176               | 5 aprile 2014     | Pan-STARRS                 |
| 568545 | 2004 FW176               | 8 dicembre 2015   | Mount Lemmon Survey        |
| 568546 | 2004 FA177               | 9 febbraio 2016   | Spacewatch                 |
| 568547 | 2004 FB177               | 21 dicembre 2006  | Spacewatch                 |
| 568548 | 2004 FO177               | 2 agosto 2011     | Pan-STARRS                 |
| 568549 | 2004 FW177               | 26 marzo 2004     | Spacewatch                 |
| 568550 | 2004 GG10                | 12 aprile 2004    | Spacewatch                 |
| 568551 | 2004 GM12                | 9 aprile 2004     | SSS                        |
| 568552 | 2004 GW21                | 17 marzo 2004     | LINEAR                     |
| 568553 | 2004 GT48                | 12 aprile 2004    | Spacewatch                 |
| 568554 | 2004 GM54                | 13 aprile 2004    | Spacewatch                 |
| 568555 | 2004 GZ54                | 13 aprile 2004    | Spacewatch                 |
| 568556 | 2004 GB60                | 13 aprile 2004    | NEAT                       |
| 568557 | 2004 GV68                | 13 aprile 2004    | Spacewatch                 |
| 568558 | 2004 GN70                | 13 aprile 2004    | Spacewatch                 |
| 568559 | 2004 GJ89                | 10 gennaio 2007   | Spacewatch                 |
| 568560 | 2004 GV89                | 23 febbraio 2015  | Pan-STARRS                 |
| 568561 | 2004 GU90                | 15 aprile 2015    | Mount Lemmon Survey        |
| 568562 | 2004 GH91                | 29 ottobre 2011   | Spacewatch                 |
| 568563 | 2004 GQ91                | 26 marzo 2008     | Mount Lemmon Survey        |
| 568564 | 2004 HQ8                 | 25 luglio 2001    | AMOS                       |
| 568565 | 2004 HB21                | 20 aprile 2004    | LINEAR                     |
| 568566 | 2004 HW22                | 16 aprile 2004    | Spacewatch                 |
| 568567 | 2004 HF35                | 29 marzo 2004     | Spacewatch                 |
| 568568 | 2004 HR41                | 20 aprile 2004    | Spacewatch                 |
| 568569 | 2004 HX58                | 24 aprile 2004    | Spacewatch                 |
| 568570 | 2004 HD69                | 22 aprile 2004    | Spacewatch                 |
| 568571 | 2004 HU69                | 22 aprile 2004    | Spacewatch                 |
| 568572 | 2004 HL70                | 24 aprile 2004    | Spacewatch                 |
| 568573 | 2004 HN79                | 26 aprile 2004    | J. J. Kavelaars            |
| 568574 | 2004 HS79                | 20 aprile 2004    | Spacewatch                 |
| 568575 | 2004 HC80                | 16 aprile 2004    | Spacewatch                 |
| 568576 | 2004 HE80                | 10 marzo 2007     | G. Hug                     |
| 568577 | 2004 HL80                | 19 aprile 2004    | Spacewatch                 |
| 568578 | 2004 HN80                | 13 ottobre 2005   | Spacewatch                 |
| 568579 | 2004 HS80                | 14 maggio 2015    | Pan-STARRS                 |
| 568580 | 2004 HT80                | 10 marzo 2008     | Mount Lemmon Survey        |
| 568581 | 2004 HB81                | 27 febbraio 2009  | Spacewatch                 |
| 568582 | 2004 HC81                | 4 aprile 2008     | Mount Lemmon Survey        |
| 568583 | 2004 HH81                | 19 aprile 2004    | Spacewatch                 |
| 568584 | 2004 HT81                | 8 dicembre 2012   | Mount Lemmon Survey        |
| 568585 | 2004 HG82                | 16 febbraio 2012  | Pan-STARRS                 |
| 568586 | 2004 HS82                | 12 dicembre 2015  | Pan-STARRS                 |
| 568587 | 2004 HT82                | 21 ottobre 2015   | Pan-STARRS                 |
| 568588 | 2004 HE83                | 27 dicembre 2014  | Pan-STARRS                 |
| 568589 | 2004 HC85                | 2 febbraio 2009   | Mount Lemmon Survey        |
| 568590 | 2004 HG85                | 20 aprile 2004    | SSS                        |
| 568591 | 2004 HN85                | 30 aprile 2004    | Spacewatch                 |
| 568592 | 2004 JF39                | 14 maggio 2004    | Spacewatch                 |
| 568593 | 2004 JE40                | 14 maggio 2004    | Spacewatch                 |
| 568594 | 2004 JP50                | 14 maggio 2004    | Spacewatch                 |
| 568595 | 2004 JY51                | 14 maggio 2004    | LINEAR                     |
| 568596 | 2004 JF57                | 11 luglio 2016    | Pan-STARRS                 |
| 568597 | 2004 JJ57                | 21 ottobre 2007   | Mount Lemmon Survey        |
| 568598 | 2004 JS57                | 12 febbraio 2011  | Spacewatch                 |
| 568599 | 2004 JW57                | 15 dicembre 2006  | Spacewatch                 |
| 568600 | 2004 JY57                | 25 febbraio 2014  | Spacewatch                 |

## 568601–568700
| Nome   | Designazione provvisoria | Data di scoperta  | Scopritore                |
| ------ | ------------------------ | ----------------- | ------------------------- |
| 568601 | 2004 JA58                | 28 ottobre 2005   | Spacewatch                |
| 568602 | 2004 KO11                | 20 maggio 2004    | Spacewatch                |
| 568603 | 2004 KC20                | 21 maggio 2004    | CINEOS                    |
| 568604 | 2004 KD20                | 5 settembre 2008  | Spacewatch                |
| 568605 | 2004 KF20                | 29 aprile 2014    | Spacewatch                |
| 568606 | 2004 KH20                | 9 febbraio 2016   | Mount Lemmon Survey       |
| 568607 | 2004 KT20                | 18 settembre 2006 | Spacewatch                |
| 568608 | 2004 KK21                | 1 aprile 2014     | Mount Lemmon Survey       |
| 568609 | 2004 KX21                | 27 marzo 2008     | Mount Lemmon Survey       |
| 568610 | 2004 KB22                | 24 aprile 2014    | Mount Lemmon Survey       |
| 568611 | 2004 LQ14                | 11 giugno 2004    | Spacewatch                |
| 568612 | 2004 LM26                | 12 giugno 2004    | Spacewatch                |
| 568613 | 2004 LL27                | 13 giugno 2004    | Spacewatch                |
| 568614 | 2004 LA32                | 14 giugno 2004    | Spacewatch                |
| 568615 | 2004 LC32                | 30 aprile 2014    | Pan-STARRS                |
| 568616 | 2004 LG32                | 6 marzo 2016      | Pan-STARRS                |
| 568617 | 2004 LK32                | 30 dicembre 2007  | Spacewatch                |
| 568618 | 2004 LM32                | 11 dicembre 2012  | Mount Lemmon Survey       |
| 568619 | 2004 MK2                 | 16 giugno 2004    | Spacewatch                |
| 568620 | 2004 MX6                 | 28 maggio 2004    | Spacewatch                |
| 568621 | 2004 MZ8                 | 1 ottobre 1995    | Spacewatch                |
| 568622 | 2004 MR9                 | 27 novembre 2013  | Pan-STARRS                |
| 568623 | 2004 MT9                 | 11 aprile 2016    | Pan-STARRS                |
| 568624 | 2004 NN32                | 15 luglio 2004    | Cerro Tololo Obs.         |
| 568625 | 2004 NY33                | 15 luglio 2004    | R. H. McNaught            |
| 568626 | 2004 OH1                 | 16 luglio 2004    | LINEAR                    |
| 568627 | 2004 ON8                 | 16 luglio 2004    | LINEAR                    |
| 568628 | 2004 OZ15                | 7 febbraio 2011   | Mount Lemmon Survey       |
| 568629 | 2004 OA16                | 8 febbraio 2013   | Pan-STARRS                |
| 568630 | 2004 OD16                | 11 aprile 2016    | Pan-STARRS                |
| 568631 | 2004 PC1                 | 6 agosto 2004     | NEAT                      |
| 568632 | 2004 PN2                 | 7 agosto 2004     | P. Birtwhistle            |
| 568633 | 2004 PD4                 | 4 agosto 2004     | NEAT                      |
| 568634 | 2004 PC11                | 7 agosto 2004     | NEAT                      |
| 568635 | 2004 PT12                | 7 agosto 2004     | NEAT                      |
| 568636 | 2004 PE13                | 7 agosto 2004     | NEAT                      |
| 568637 | 2004 PO15                | 7 agosto 2004     | NEAT                      |
| 568638 | 2004 PK37                | 9 agosto 2004     | LINEAR                    |
| 568639 | 2004 PF43                | 6 agosto 2004     | NEAT                      |
| 568640 | 2004 PM44                | 20 settembre 2000 | AMOS                      |
| 568641 | 2004 PS44                | 7 agosto 2004     | NEAT                      |
| 568642 | 2004 PW44                | 7 agosto 2004     | NEAT                      |
| 568643 | 2004 PA52                | 9 dicembre 1996   | Spacewatch                |
| 568644 | 2004 PC68                | 6 agosto 2004     | NEAT                      |
| 568645 | 2004 PZ69                | 7 agosto 2004     | NEAT                      |
| 568646 | 2004 PN86                | 9 agosto 2004     | LINEAR                    |
| 568647 | 2004 PJ87                | 21 febbraio 2002  | Spacewatch                |
| 568648 | 2004 PK87                | 11 agosto 2004    | LINEAR                    |
| 568649 | 2004 PD96                | 11 agosto 2004    | LINEAR                    |
| 568650 | 2004 PA111               | 14 agosto 2004    | Cerro Tololo Obs.         |
| 568651 | 2004 PK114               | 8 agosto 2004     | NEAT                      |
| 568652 | 2004 PL116               | 12 agosto 2004    | Osservatorio di Mauna Kea |
| 568653 | 2004 PN118               | 7 agosto 2004     | NEAT                      |
| 568654 | 2004 PZ118               | 25 dicembre 2005  | Mount Lemmon Survey       |
| 568655 | 2004 PE119               | 15 marzo 2016     | Pan-STARRS                |
| 568656 | 2004 PJ119               | 15 agosto 2004    | Cerro Tololo Obs.         |
| 568657 | 2004 PK119               | 15 agosto 2004    | Cerro Tololo Obs.         |
| 568658 | 2004 QE2                 | 19 agosto 2004    | J. Broughton              |
| 568659 | 2004 QO13                | 21 agosto 2004    | Kvistaberg Obs.           |
| 568660 | 2004 QJ23                | 22 agosto 2004    | Osservatorio di Mauna Kea |
| 568661 | 2004 QP23                | 9 febbraio 2002   | Spacewatch                |
| 568662 | 2004 QO28                | 25 agosto 2004    | Spacewatch                |
| 568663 | 2004 QS29                | 29 luglio 2008    | Mount Lemmon Survey       |
| 568664 | 2004 QW29                | 1 maggio 2014     | Mount Lemmon Survey       |
| 568665 | 2004 QX29                | 22 agosto 2004    | Spacewatch                |
| 568666 | 2004 QD30                | 30 settembre 2010 | Mount Lemmon Survey       |
| 568667 | 2004 QJ30                | 3 ottobre 2013    | CSS                       |
| 568668 | 2004 QO30                | 19 giugno 2015    | Pan-STARRS                |
| 568669 | 2004 QP30                | 15 aprile 2012    | Pan-STARRS                |
| 568670 | 2004 QW30                | 25 agosto 2004    | Spacewatch                |
| 568671 | 2004 QX30                | 10 novembre 2013  | Mount Lemmon Survey       |
| 568672 | 2004 QK31                | 25 ottobre 2013   | Mount Lemmon Survey       |
| 568673 | 2004 QV31                | 3 febbraio 2013   | Pan-STARRS                |
| 568674 | 2004 QX31                | 20 ottobre 2011   | Mount Lemmon Survey       |
| 568675 | 2004 QL32                | 25 aprile 2016    | Pan-STARRS                |
| 568676 | 2004 QO32                | 25 dicembre 2005  | Spacewatch                |
| 568677 | 2004 QD33                | 25 agosto 2004    | Spacewatch                |
| 568678 | 2004 QF33                | 7 gennaio 2006    | Spacewatch                |
| 568679 | 2004 QG33                | 25 novembre 2005  | Spacewatch                |
| 568680 | 2004 QH33                | 22 agosto 2004    | Spacewatch                |
| 568681 | 2004 QQ34                | 22 agosto 2004    | Spacewatch                |
| 568682 | 2004 QS35                | 11 marzo 2008     | Mount Lemmon Survey       |
| 568683 | 2004 QU35                | 17 marzo 2013     | Mount Lemmon Survey       |
| 568684 | 2004 QX35                | 19 settembre 2017 | Spacewatch                |
| 568685 | 2004 RN1                 | 4 settembre 2004  | NEAT                      |
| 568686 | 2004 RS2                 | 7 settembre 2004  | Spacewatch                |
| 568687 | 2004 RX17                | 7 settembre 2004  | Spacewatch                |
| 568688 | 2004 RY32                | 7 settembre 2004  | Spacewatch                |
| 568689 | 2004 RZ38                | 8 agosto 2004     | NEAT                      |
| 568690 | 2004 RS45                | 8 settembre 2004  | LINEAR                    |
| 568691 | 2004 RW58                | 8 settembre 2004  | LINEAR                    |
| 568692 | 2004 RQ87                | 7 settembre 2004  | NEAT                      |
| 568693 | 2004 RF97                | 8 settembre 2004  | LINEAR                    |
| 568694 | 2004 RL98                | 13 agosto 2004    | NEAT                      |
| 568695 | 2004 RD102               | 8 settembre 2004  | LINEAR                    |
| 568696 | 2004 RL104               | 8 settembre 2004  | NEAT                      |
| 568697 | 2004 RV104               | 8 settembre 2004  | NEAT                      |
| 568698 | 2004 RW104               | 8 settembre 2004  | NEAT                      |
| 568699 | 2004 RQ108               | 25 agosto 2004    | Spacewatch                |
| 568700 | 2004 RB118               | 7 settembre 2004  | Spacewatch                |

## 568701–568800
| Nome   | Designazione provvisoria | Data di scoperta  | Scopritore          |
| ------ | ------------------------ | ----------------- | ------------------- |
| 568701 | 2004 RY118               | 7 settembre 2004  | NEAT                |
| 568702 | 2004 RB119               | 7 settembre 2004  | NEAT                |
| 568703 | 2004 RZ121               | 7 settembre 2004  | Spacewatch          |
| 568704 | 2004 RG132               | 7 settembre 2004  | Spacewatch          |
| 568705 | 2004 RM134               | 15 agosto 2004    | Cerro Tololo Obs.   |
| 568706 | 2004 RW136               | 8 settembre 2004  | D. Perna, A. Giunta |
| 568707 | 2004 RK141               | 8 settembre 2004  | LINEAR              |
| 568708 | 2004 RL177               | 10 settembre 2004 | LINEAR              |
| 568709 | 2004 RB186               | 10 settembre 2004 | LINEAR              |
| 568710 | 2004 RM203               | 11 settembre 2004 | Spacewatch          |
| 568711 | 2004 RL207               | 11 settembre 2004 | LINEAR              |
| 568712 | 2004 RH213               | 11 settembre 2004 | LINEAR              |
| 568713 | 2004 RD215               | 11 settembre 2004 | LINEAR              |
| 568714 | 2004 RG217               | 11 settembre 2004 | LINEAR              |
| 568715 | 2004 RL237               | 10 settembre 2004 | Spacewatch          |
| 568716 | 2004 RK239               | 10 settembre 2004 | Spacewatch          |
| 568717 | 2004 RB240               | 10 settembre 2004 | Spacewatch          |
| 568718 | 2004 RA241               | 10 settembre 2004 | Spacewatch          |
| 568719 | 2004 RA242               | 10 settembre 2004 | Spacewatch          |
| 568720 | 2004 RE245               | 10 settembre 2004 | Spacewatch          |
| 568721 | 2004 RF245               | 10 settembre 2004 | Spacewatch          |
| 568722 | 2004 RE253               | 15 settembre 2004 | G. R. Jones         |
| 568723 | 2004 RH260               | 10 settembre 2004 | Spacewatch          |
| 568724 | 2004 RH263               | 10 settembre 2004 | Spacewatch          |
| 568725 | 2004 RK264               | 10 settembre 2004 | Spacewatch          |
| 568726 | 2004 RE267               | 11 settembre 2004 | Spacewatch          |
| 568727 | 2004 RF267               | 11 settembre 2004 | Spacewatch          |
| 568728 | 2004 RT267               | 11 settembre 2004 | Spacewatch          |
| 568729 | 2004 RL271               | 11 settembre 2004 | Spacewatch          |
| 568730 | 2004 RB275               | 12 settembre 2004 | Spacewatch          |
| 568731 | 2004 RZ276               | 13 settembre 2004 | Spacewatch          |
| 568732 | 2004 RR278               | 15 settembre 2004 | Spacewatch          |
| 568733 | 2004 RL297               | 11 settembre 2004 | Spacewatch          |
| 568734 | 2004 RX303               | 12 settembre 2004 | Spacewatch          |
| 568735 | 2004 RN314               | 9 settembre 2004  | LINEAR              |
| 568736 | 2004 RQ319               | 13 settembre 2004 | LINEAR              |
| 568737 | 2004 RJ324               | 13 settembre 2004 | Spacewatch          |
| 568738 | 2004 RH329               | 15 settembre 2004 | Spacewatch          |
| 568739 | 2004 RH331               | 15 settembre 2004 | Spacewatch          |
| 568740 | 2004 RD332               | 14 settembre 2004 | NEAT                |
| 568741 | 2004 RE336               | 15 settembre 2004 | Spacewatch          |
| 568742 | 2004 RS357               | 4 settembre 2010  | Spacewatch          |
| 568743 | 2004 RZ357               | 21 novembre 2009  | Mount Lemmon Survey |
| 568744 | 2004 RE358               | 23 ottobre 2009   | Spacewatch          |
| 568745 | 2004 RN358               | 15 aprile 2007    | Mount Lemmon Survey |
| 568746 | 2004 RO358               | 23 gennaio 2015   | Pan-STARRS          |
| 568747 | 2004 RP358               | 7 settembre 2004  | Spacewatch          |
| 568748 | 2004 RQ358               | 12 settembre 2004 | Spacewatch          |
| 568749 | 2004 RB359               | 6 settembre 2008  | Mount Lemmon Survey |
| 568750 | 2004 RE359               | 6 novembre 2013   | Pan-STARRS          |
| 568751 | 2004 RJ359               | 7 ottobre 2004    | LONEOS              |
| 568752 | 2004 RQ359               | 31 dicembre 2008  | Mount Lemmon Survey |
| 568753 | 2004 RQ360               | 5 ottobre 2013    | Pan-STARRS          |
| 568754 | 2004 RO362               | 13 agosto 2004    | Cerro Tololo Obs.   |
| 568755 | 2004 RT363               | 15 febbraio 2013  | Pan-STARRS          |
| 568756 | 2004 RO365               | 12 settembre 2004 | Spacewatch          |
| 568757 | 2004 RB366               | 11 settembre 2004 | Spacewatch          |
| 568758 | 2004 SM13                | 23 agosto 2004    | LONEOS              |
| 568759 | 2004 SZ24                | 21 settembre 2004 | Spacewatch          |
| 568760 | 2004 SA25                | 21 settembre 2004 | Spacewatch          |
| 568761 | 2004 SB28                | 16 settembre 2004 | Spacewatch          |
| 568762 | 2004 SM52                | 18 settembre 2004 | LINEAR              |
| 568763 | 2004 SA59                | 16 settembre 2004 | Spacewatch          |
| 568764 | 2004 SR61                | 22 settembre 2004 | Spacewatch          |
| 568765 | 2004 SC63                | 9 aprile 2014     | Pan-STARRS          |
| 568766 | 2004 SK63                | 13 marzo 2013     | Spacewatch          |
| 568767 | 2004 SZ63                | 4 marzo 2016      | Pan-STARRS          |
| 568768 | 2004 SU65                | 17 settembre 2004 | Spacewatch          |
| 568769 | 2004 TR5                 | 5 ottobre 2004    | Spacewatch          |
| 568770 | 2004 TT26                | 4 ottobre 2004    | Spacewatch          |
| 568771 | 2004 TD30                | 4 ottobre 2004    | Spacewatch          |
| 568772 | 2004 TF30                | 4 ottobre 2004    | Spacewatch          |
| 568773 | 2004 TS36                | 4 ottobre 2004    | Spacewatch          |
| 568774 | 2004 TQ42                | 4 ottobre 2004    | Spacewatch          |
| 568775 | 2004 TE81                | 5 ottobre 2004    | Spacewatch          |
| 568776 | 2004 TE83                | 5 ottobre 2004    | Spacewatch          |
| 568777 | 2004 TJ87                | 5 ottobre 2004    | Spacewatch          |
| 568778 | 2004 TC92                | 17 settembre 2004 | Spacewatch          |
| 568779 | 2004 TH95                | 5 ottobre 2004    | Spacewatch          |
| 568780 | 2004 TT96                | 5 ottobre 2004    | Spacewatch          |
| 568781 | 2004 TB97                | 5 ottobre 2004    | Spacewatch          |
| 568782 | 2004 TF104               | 8 ottobre 2004    | LINEAR              |
| 568783 | 2004 TV112               | 8 ottobre 2004    | LINEAR              |
| 568784 | 2004 TY112               | 8 ottobre 2004    | LONEOS              |
| 568785 | 2004 TS114               | 8 ottobre 2004    | Spacewatch          |
| 568786 | 2004 TJ123               | 7 ottobre 2004    | LONEOS              |
| 568787 | 2004 TZ127               | 8 settembre 2004  | NEAT                |
| 568788 | 2004 TK145               | 5 ottobre 2004    | Spacewatch          |
| 568789 | 2004 TW147               | 6 ottobre 2004    | Spacewatch          |
| 568790 | 2004 TS154               | 15 settembre 2004 | Spacewatch          |
| 568791 | 2004 TC157               | 6 ottobre 2004    | Spacewatch          |
| 568792 | 2004 TP158               | 6 ottobre 2004    | Spacewatch          |
| 568793 | 2004 TU164               | 6 ottobre 2004    | Spacewatch          |
| 568794 | 2004 TZ167               | 7 ottobre 2004    | Spacewatch          |
| 568795 | 2004 TX177               | 7 ottobre 2004    | Spacewatch          |
| 568796 | 2004 TL184               | 7 ottobre 2004    | Spacewatch          |
| 568797 | 2004 TK185               | 7 ottobre 2004    | Spacewatch          |
| 568798 | 2004 TH190               | 7 ottobre 2004    | Spacewatch          |
| 568799 | 2004 TJ193               | 7 ottobre 2004    | Spacewatch          |
| 568800 | 2004 TO194               | 7 ottobre 2004    | Spacewatch          |

## 568801–568900
| Nome   | Designazione provvisoria | Data di scoperta  | Scopritore                      |
| ------ | ------------------------ | ----------------- | ------------------------------- |
| 568801 | 2004 TR195               | 7 ottobre 2004    | Spacewatch                      |
| 568802 | 2004 TH196               | 7 ottobre 2004    | Spacewatch                      |
| 568803 | 2004 TO200               | 7 ottobre 2004    | Spacewatch                      |
| 568804 | 2004 TN208               | 7 ottobre 2004    | Spacewatch                      |
| 568805 | 2004 TQ209               | 8 ottobre 2004    | Spacewatch                      |
| 568806 | 2004 TH215               | 10 ottobre 2004   | Spacewatch                      |
| 568807 | 2004 TU217               | 5 ottobre 2004    | Spacewatch                      |
| 568808 | 2004 TO221               | 7 ottobre 2004    | NEAT                            |
| 568809 | 2004 TV222               | 7 ottobre 2004    | NEAT                            |
| 568810 | 2004 TK225               | 8 ottobre 2004    | Spacewatch                      |
| 568811 | 2004 TE226               | 8 ottobre 2004    | Spacewatch                      |
| 568812 | 2004 TZ226               | 8 ottobre 2004    | Spacewatch                      |
| 568813 | 2004 TG227               | 17 settembre 1995 | Spacewatch                      |
| 568814 | 2004 TO229               | 22 settembre 2004 | Spacewatch                      |
| 568815 | 2004 TT230               | 8 ottobre 2004    | LONEOS                          |
| 568816 | 2004 TB233               | 8 ottobre 2004    | Spacewatch                      |
| 568817 | 2004 TU236               | 9 ottobre 2004    | Spacewatch                      |
| 568818 | 2004 TH245               | 24 settembre 2004 | Spacewatch                      |
| 568819 | 2004 TA249               | 7 ottobre 2004    | Spacewatch                      |
| 568820 | 2004 TY251               | 9 ottobre 2004    | Spacewatch                      |
| 568821 | 2004 TC254               | 9 ottobre 2004    | Spacewatch                      |
| 568822 | 2004 TJ284               | 8 ottobre 2004    | Spacewatch                      |
| 568823 | 2004 TG290               | 10 ottobre 2004   | Spacewatch                      |
| 568824 | 2004 TZ306               | 10 ottobre 2004   | LINEAR                          |
| 568825 | 2004 TV314               | 23 settembre 2004 | Spacewatch                      |
| 568826 | 2004 TC321               | 11 ottobre 2004   | Spacewatch                      |
| 568827 | 2004 TN324               | 12 ottobre 2004   | LINEAR                          |
| 568828 | 2004 TQ326               | 14 ottobre 2004   | NEAT                            |
| 568829 | 2004 TS326               | 14 ottobre 2004   | NEAT                            |
| 568830 | 2004 TN329               | 8 ottobre 2004    | Spacewatch                      |
| 568831 | 2004 TP336               | 10 ottobre 2004   | Spacewatch                      |
| 568832 | 2004 TA346               | 15 ottobre 2004   | LINEAR                          |
| 568833 | 2004 TU350               | 15 ottobre 2004   | Spacewatch                      |
| 568834 | 2004 TQ357               | 8 ottobre 2004    | Spacewatch                      |
| 568835 | 2004 TJ369               | 8 ottobre 2004    | NEAT                            |
| 568836 | 2004 TC372               | 14 gennaio 2010   | Mount Lemmon Survey             |
| 568837 | 2004 TJ372               | 25 marzo 2006     | NEAT                            |
| 568838 | 2004 TK372               | 8 gennaio 2006    | Spacewatch                      |
| 568839 | 2004 TV372               | 29 febbraio 2016  | Pan-STARRS                      |
| 568840 | 2004 TC373               | 29 settembre 2011 | Spacewatch                      |
| 568841 | 2004 TH373               | 8 ottobre 2004    | Spacewatch                      |
| 568842 | 2004 TK373               | 2 novembre 2013   | Mount Lemmon Survey             |
| 568843 | 2004 TL373               | 7 luglio 2014     | Pan-STARRS                      |
| 568844 | 2004 TQ373               | 3 settembre 2013  | Mount Lemmon Survey             |
| 568845 | 2004 TB374               | 25 settembre 2008 | Spacewatch                      |
| 568846 | 2004 TF374               | 16 febbraio 2015  | Pan-STARRS                      |
| 568847 | 2004 TJ374               | 19 febbraio 2015  | Pan-STARRS                      |
| 568848 | 2004 TX374               | 9 dicembre 2015   | Pan-STARRS                      |
| 568849 | 2004 TY374               | 12 settembre 2013 | Mount Lemmon Survey             |
| 568850 | 2004 TS375               | 18 settembre 1995 | Spacewatch                      |
| 568851 | 2004 TB376               | 14 marzo 2013     | CSS                             |
| 568852 | 2004 TW376               | 15 agosto 2013    | Pan-STARRS                      |
| 568853 | 2004 TX376               | 1 novembre 2013   | Mount Lemmon Survey             |
| 568854 | 2004 TN377               | 15 ottobre 2004   | Spacewatch                      |
| 568855 | 2004 TP377               | 29 settembre 2009 | Mount Lemmon Survey             |
| 568856 | 2004 TR379               | 28 novembre 2013  | M. Schwartz, P. R. Holvorcem    |
| 568857 | 2004 TF380               | 2 ottobre 2010    | Spacewatch                      |
| 568858 | 2004 TO380               | 17 gennaio 2015   | Mount Lemmon Survey             |
| 568859 | 2004 TY380               | 21 settembre 2011 | Mount Lemmon Survey             |
| 568860 | 2004 TD382               | 7 ottobre 2004    | Spacewatch                      |
| 568861 | 2004 TQ382               | 1 novembre 2013   | Mount Lemmon Survey             |
| 568862 | 2004 TC383               | 5 aprile 2016     | Pan-STARRS                      |
| 568863 | 2004 TL383               | 25 settembre 1995 | Spacewatch                      |
| 568864 | 2004 TM383               | 19 novembre 2008  | Spacewatch                      |
| 568865 | 2004 TG384               | 12 novembre 2010  | Spacewatch                      |
| 568866 | 2004 UK2                 | 18 ottobre 2004   | LINEAR                          |
| 568867 | 2004 UE8                 | 13 ottobre 2004   | Spacewatch                      |
| 568868 | 2004 UN11                | 23 settembre 2011 | Pan-STARRS                      |
| 568869 | 2004 UP11                | 23 ottobre 2004   | Spacewatch                      |
| 568870 | 2004 UQ11                | 23 ottobre 2004   | Spacewatch                      |
| 568871 | 2004 US11                | 23 ottobre 2004   | Spacewatch                      |
| 568872 | 2004 UD12                | 23 ottobre 2004   | Spacewatch                      |
| 568873 | 2004 VV7                 | 3 novembre 2004   | Spacewatch                      |
| 568874 | 2004 VJ13                | 3 novembre 2004   | NEAT                            |
| 568875 | 2004 VQ32                | 3 novembre 2004   | Spacewatch                      |
| 568876 | 2004 VM42                | 23 ottobre 2004   | Spacewatch                      |
| 568877 | 2004 VQ49                | 4 novembre 2004   | Spacewatch                      |
| 568878 | 2004 VR58                | 9 novembre 2004   | CSS                             |
| 568879 | 2004 VE67                | 10 ottobre 2004   | L. H. Wasserman, J. R. Lovering |
| 568880 | 2004 VR73                | 7 novembre 2004   | NEAT                            |
| 568881 | 2004 VM79                | 3 novembre 2004   | Spacewatch                      |
| 568882 | 2004 VZ80                | 4 novembre 2004   | Spacewatch                      |
| 568883 | 2004 VR88                | 11 novembre 2004  | Spacewatch                      |
| 568884 | 2004 VR89                | 11 novembre 2004  | Spacewatch                      |
| 568885 | 2004 VF91                | 3 luglio 2000     | Spacewatch                      |
| 568886 | 2004 VW100               | 9 novembre 2004   | Osservatorio di Mauna Kea       |
| 568887 | 2004 VH109               | 9 novembre 2004   | Osservatorio di Mauna Kea       |
| 568888 | 2004 VK116               | 3 novembre 2004   | Spacewatch                      |
| 568889 | 2004 VW131               | 27 ottobre 2008   | Mount Lemmon Survey             |
| 568890 | 2004 VZ131               | 10 novembre 2004  | Spacewatch                      |
| 568891 | 2004 VA132               | 2 novembre 2013   | Mount Lemmon Survey             |
| 568892 | 2004 VB132               | 27 febbraio 2006  | CSS                             |
| 568893 | 2004 VF132               | 4 novembre 2004   | Spacewatch                      |
| 568894 | 2004 VJ133               | 3 aprile 2016     | Pan-STARRS                      |
| 568895 | 2004 VQ133               | 6 maggio 2006     | Mount Lemmon Survey             |
| 568896 | 2004 VT133               | 24 settembre 1995 | Spacewatch                      |
| 568897 | 2004 VC134               | 29 dicembre 2014  | Mount Lemmon Survey             |
| 568898 | 2004 VZ134               | 19 ottobre 2011   | Mount Lemmon Survey             |
| 568899 | 2004 VJ135               | 21 gennaio 2015   | Pan-STARRS                      |
| 568900 | 2004 VL135               | 30 ottobre 2011   | Spacewatch                      |

## 568901–569000
| Nome   | Designazione provvisoria | Data di scoperta  | Scopritore                |
| ------ | ------------------------ | ----------------- | ------------------------- |
| 568901 | 2004 VY136               | 28 ottobre 1995   | Spacewatch                |
| 568902 | 2004 WX13                | 6 settembre 2008  | CSS                       |
| 568903 | 2004 XL2                 | 1 dicembre 2004   | NEAT                      |
| 568904 | 2004 XU14                | 30 novembre 2004  | NEAT                      |
| 568905 | 2004 XS16                | 27 settembre 1992 | Spacewatch                |
| 568906 | 2004 XM26                | 9 dicembre 2004   | Spacewatch                |
| 568907 | 2004 XT46                | 9 dicembre 2004   | Spacewatch                |
| 568908 | 2004 XQ54                | 10 dicembre 2004  | Spacewatch                |
| 568909 | 2004 XU70                | 26 novembre 2003  | Spacewatch                |
| 568910 | 2004 XG83                | 11 dicembre 2004  | Spacewatch                |
| 568911 | 2004 XC114               | 10 dicembre 2004  | Spacewatch                |
| 568912 | 2004 XQ116               | 12 dicembre 2004  | Spacewatch                |
| 568913 | 2004 XX116               | 2 dicembre 2004   | Spacewatch                |
| 568914 | 2004 XD140               | 13 dicembre 2004  | Spacewatch                |
| 568915 | 2004 XW153               | 21 ottobre 1995   | Spacewatch                |
| 568916 | 2004 XB157               | 14 dicembre 2004  | Spacewatch                |
| 568917 | 2004 XD163               | 15 dicembre 2004  | Spacewatch                |
| 568918 | 2004 XH165               | 2 dicembre 2004   | NEAT                      |
| 568919 | 2004 XV167               | 3 dicembre 2004   | Spacewatch                |
| 568920 | 2004 XC193               | 26 ottobre 1995   | Spacewatch                |
| 568921 | 2004 XS193               | 22 settembre 2008 | Mount Lemmon Survey       |
| 568922 | 2004 XT193               | 23 settembre 2008 | Spacewatch                |
| 568923 | 2004 XB194               | 28 novembre 2013  | Mount Lemmon Survey       |
| 568924 | 2004 XN194               | 24 gennaio 2014   | Pan-STARRS                |
| 568925 | 2004 XS194               | 10 ottobre 2008   | Mount Lemmon Survey       |
| 568926 | 2004 XX194               | 9 settembre 2008  | Mount Lemmon Survey       |
| 568927 | 2004 XJ196               | 8 ottobre 2008    | Spacewatch                |
| 568928 | 2004 XT196               | 15 settembre 2013 | Mount Lemmon Survey       |
| 568929 | 2004 XH197               | 7 ottobre 2008    | Mount Lemmon Survey       |
| 568930 | 2004 XT197               | 21 ottobre 2008   | Mount Lemmon Survey       |
| 568931 | 2004 XS198               | 31 dicembre 2008  | Mount Lemmon Survey       |
| 568932 | 2004 YW7                 | 19 dicembre 2004  | Mount Lemmon Survey       |
| 568933 | 2004 YD9                 | 14 dicembre 2004  | CSS                       |
| 568934 | 2004 YC13                | 19 dicembre 2004  | Mount Lemmon Survey       |
| 568935 | 2004 YM17                | 19 dicembre 2004  | Mount Lemmon Survey       |
| 568936 | 2004 YA22                | 19 dicembre 2004  | Mount Lemmon Survey       |
| 568937 | 2004 YG24                | 16 dicembre 2004  | Spacewatch                |
| 568938 | 2004 YF38                | 23 settembre 2008 | Mount Lemmon Survey       |
| 568939 | 2004 YL38                | 9 novembre 2009   | Mount Lemmon Survey       |
| 568940 | 2004 YX39                | 18 gennaio 2016   | Pan-STARRS                |
| 568941 | 2004 YO40                | 21 settembre 2017 | Pan-STARRS                |
| 568942 | 2004 YX41                | 18 dicembre 2004  | Spacewatch                |
| 568943 | 2005 AN52                | 13 gennaio 2005   | Spacewatch                |
| 568944 | 2005 AW62                | 13 gennaio 1996   | Spacewatch                |
| 568945 | 2005 AK83                | 25 settembre 2012 | Mount Lemmon Survey       |
| 568946 | 2005 AP84                | 28 novembre 2013  | Pan-STARRS                |
| 568947 | 2005 BJ29                | 19 gennaio 2005   | Spacewatch                |
| 568948 | 2005 BW29                | 19 gennaio 2005   | Spacewatch                |
| 568949 | 2005 BA31                | 16 gennaio 2005   | Osservatorio di Mauna Kea |
| 568950 | 2005 BE32                | 13 gennaio 2005   | Spacewatch                |
| 568951 | 2005 BE37                | 9 marzo 2002      | Spacewatch                |
| 568952 | 2005 BF37                | 16 gennaio 2005   | Osservatorio di Mauna Kea |
| 568953 | 2005 BE38                | 15 gennaio 2005   | Spacewatch                |
| 568954 | 2005 BM38                | 16 gennaio 2005   | Osservatorio di Mauna Kea |
| 568955 | 2005 BU39                | 16 gennaio 2005   | Osservatorio di Mauna Kea |
| 568956 | 2005 BM41                | 16 gennaio 2005   | Osservatorio di Mauna Kea |
| 568957 | 2005 BB43                | 16 gennaio 2005   | Osservatorio di Mauna Kea |
| 568958 | 2005 BB46                | 16 gennaio 2005   | Osservatorio di Mauna Kea |
| 568959 | 2005 BJ47                | 16 gennaio 2005   | Osservatorio di Mauna Kea |
| 568960 | 2005 BK50                | 6 ottobre 2008    | Mount Lemmon Survey       |
| 568961 | 2005 BM50                | 7 aprile 2008     | Spacewatch                |
| 568962 | 2005 BZ50                | 25 ottobre 2008   | Spacewatch                |
| 568963 | 2005 BB51                | 17 gennaio 2005   | Spacewatch                |
| 568964 | 2005 BF51                | 7 giugno 2016     | Pan-STARRS                |
| 568965 | 2005 BE52                | 16 gennaio 2005   | Spacewatch                |
| 568966 | 2005 BJ52                | 13 febbraio 2005  | A. Boattini               |
| 568967 | 2005 BT52                | 19 gennaio 2005   | Spacewatch                |
| 568968 | 2005 BL53                | 18 luglio 2007    | Mount Lemmon Survey       |
| 568969 | 2005 BP53                | 13 gennaio 2018   | Mount Lemmon Survey       |
| 568970 | 2005 BT53                | 16 marzo 2012     | Mount Lemmon Survey       |
| 568971 | 2005 BH54                | 8 ottobre 2008    | Mount Lemmon Survey       |
| 568972 | 2005 BW54                | 3 maggio 2009     | Mount Lemmon Survey       |
| 568973 | 2005 BC55                | 24 novembre 2016  | Pan-STARRS                |
| 568974 | 2005 BJ56                | 14 giugno 2009    | Mount Lemmon Survey       |
| 568975 | 2005 CN3                 | 1 febbraio 2005   | Spacewatch                |
| 568976 | 2005 CR27                | 2 febbraio 2005   | CSS                       |
| 568977 | 2005 CF56                | 4 febbraio 2005   | Mount Lemmon Survey       |
| 568978 | 2005 CB77                | 25 ottobre 2012   | Mount Lemmon Survey       |
| 568979 | 2005 CZ81                | 4 febbraio 2005   | Spacewatch                |
| 568980 | 2005 CF82                | 2 febbraio 2005   | Spacewatch                |
| 568981 | 2005 CJ82                | 19 novembre 2008  | Spacewatch                |
| 568982 | 2005 CL82                | 16 dicembre 2011  | PMO NEO                   |
| 568983 | 2005 CP82                | 7 giugno 2013     | Mount Lemmon Survey       |
| 568984 | 2005 CR83                | 20 febbraio 2009  | Spacewatch                |
| 568985 | 2005 CV83                | 2 febbraio 2005   | Spacewatch                |
| 568986 | 2005 CJ84                | 24 marzo 2009     | Mount Lemmon Survey       |
| 568987 | 2005 CF85                | 20 novembre 2007  | Mount Lemmon Survey       |
| 568988 | 2005 CV85                | 1 agosto 2017     | Pan-STARRS                |
| 568989 | 2005 CT86                | 4 febbraio 2006   | Spacewatch                |
| 568990 | 2005 DV3                 | 18 febbraio 2005  | A. Boattini               |
| 568991 | 2005 ET16                | 3 marzo 2005      | Spacewatch                |
| 568992 | 2005 EO23                | 3 marzo 2005      | CSS                       |
| 568993 | 2005 EM56                | 16 gennaio 2005   | Spacewatch                |
| 568994 | 2005 EL59                | 20 novembre 2003  | NEAT                      |
| 568995 | 2005 EW115               | 4 marzo 2005      | Mount Lemmon Survey       |
| 568996 | 2005 EU117               | 5 marzo 2005      | R. Gauderon, R. Behrend   |
| 568997 | 2005 EW134               | 16 febbraio 2005  | A. Boattini               |
| 568998 | 2005 ES143               | 10 marzo 2005     | Mount Lemmon Survey       |
| 568999 | 2005 EJ160               | 9 marzo 2005      | Mount Lemmon Survey       |
| 569000 | 2005 ET187               | 10 marzo 2005     | Mount Lemmon Survey       |